# Bitonto Calcio a 5
L'Unione Sportiva Dilettantistica Bitonto Calcio a 5 è una squadra di calcio a 5 femminile con sede a Bitonto, nella Città metropolitana di Bari.

## Storia
Fondata nel 2016 come "Polisportiva Five Bitonto", la società ha assunto la denominazione "Bitonto Calcio a 5" nell'estate del 2021. Nella stagione 2020-21, le neroverdi sono state promosse in Serie A dopo aver concluso al primo posto nel girone D della Serie A2. Nella stessa annata, le pugliesi si sono anche aggiudicate la Coppa Italia di categoria. La prima annata trascorsa nella massima serie è positiva: dopo aver terminato la stagione regolare al quarto posto, le murgiane vengono tuttavia eliminate ai quarti di finale play-off dalle abruzzesi del TikiTaka Francavilla. Nell'estate 2022, approda sulla panchina pugliese Gianluca Marzuoli e, parallelamente, la squadra viene rinforzata. Dopo aver guidato la classifica in solitaria per alcune giornate, le neroverdi concludono la stagione regolare al primo posto ex aequo con il Pescara. Nei play-off, le pugliesi hanno ragione della V.I.P. Calcio a 5 ai quarti di finale per quindi eliminare, dopo tre gare, il Città di Falconara.        

## Palmarès
- Campionato italiano: 2
2022-23, 2023-24
- Coppa Italia: 3
2022-23, 2023-24, 2024-25
- Supercoppa Italiana: 2

2023, 2024
- Coppa Italia di Serie A2: 1
2020-21